# Черемновка
Черемновка — село в Называевском районе Омской области. Административный центр Черемновского сельского поселения.

## История
Основано в 1876 году. В 1928 году деревня состояла из 102 хозяйств, основное население — русские. В административном отношении являлась центром Черемновского сельсовета Называевского района Омского округа Сибирского края.

## Население
| 1926 | 2002 | 2010 |
| ---- | ---- | ---- |
| 538  | ↗647 | ↘456 |

## Улицы
- ул. Зелёная,
- ул. Новая,
- ул. Приозёрная,
- ул. Центральная,
- ул. Южная.